# Петлюк, Татьяна Григорьевна
Татьяна Григорьевна Петлюк (укр. Тетяна Григорівна Петлюк, род. 22 февраля 1982 года) — украинская бегунья, которая специализируется на дистанции в 800 метров.

## Биография
Петлюк заявила о себе с самого юного возраста, выиграв золото на Европейском молодежном олимпийском фестивале, серебро на чемпионате мира среди юниоров 1999 года в легкой атлетике, а затем стал бронзовым призёром на Чемпионате Европы по легкой атлетике 2001 года. Она была лучшей бегуньей Украины в 800 м с 2004 по 2009 год, выиграв 7 национальных титулов за этот период.

### Личная жизнь
Она получила степень магистра в спортивной психологии в Киевском Национальном университете физической культуры и спорта в 2008 году.
Татьяна Петлюк замужем, у неё есть сын.

### Достижения
| Representing Украина | Representing Украина                               | Representing Украина | Representing Украина | Representing Украина | Representing Украина |
| -------------------- | -------------------------------------------------- | -------------------- | -------------------- | -------------------- | -------------------- |
| 1999                 | Чемпионат мира по лёгкой атлетике среди юношей     | Быдгощ               | 2nd                  | 800 метров           | 2:06.97              |
| 2000                 | Чемпионат мира по лёгкой атлетике среди юниоров    | Сантьяго             | 6th                  | 800 метров           | 2:07.26              |
| 2000                 | Чемпионат мира по лёгкой атлетике среди юниоров    | Сантьяго             | 6th                  | 4 × 400 m relay      | 3:37.83              |
| 2001                 | Чемпионат Европы по лёгкой атлетике среди юниоров  | Гроссето             | 3rd                  | 800 метров           | 2:04.15              |
| 2003                 | Чемпионат Европы по лёгкой атлетике среди молодёжи | Быдгощ               | 7th                  | 800 метров           | 2:06.57              |
| 2003                 | Чемпионат Европы по лёгкой атлетике среди молодёжи | Быдгощ               | 4th                  | 4 × 400 m relay      | 3:33.63              |
| 2006                 | Чемпионат Европы по лёгкой атлетике                | Гётеборг             | 4th                  | 800 метров           | 1:58.65              |
| 2006                 | Всемирный легкоатлетический финал                  | Штутгарт             | 6th                  | 800 метров           | 2:00.67              |
| 2007                 | Чемпионат Европы по лёгкой атлетике в помещении    | Бирмингем            | 2nd                  | 800 метров           | 1:59.84              |
| 2008                 | Чемпионат мира по лёгкой атлетике в помещении      | Валенсия             | 2nd                  | 800 метров           | 2:02.66              |
| 2011                 | Чемпионат Европы по лёгкой атлетике в помещении    | Париж                | DQ                   | 800 метров           |                      |
| 2011                 | Чемпионат мира по лёгкой атлетике                  | Тэгу                 | DQ                   | 800 метров           |                      |
| 2012                 | Чемпионат Европы по лёгкой атлетике                | Хельсинки            | DQ                   | 800 метров           |                      |